# .pa
.pa ist die länderspezifische Top-Level-Domain (ccTLD) des Staates Panama. Diese Top-Level-Domain wurde am 25. Mai 1994 bei der IANA registriert und wird technisch von der Universidad Tecnologica de Panama verwaltet.
Domains werden sowohl auf erster als auch zweiter Ebene vergeben. Die meisten europäischen Registrare bieten ihren Kunden lediglich die Vergabe von .com.pa-Domains an, die ausschließlich für die Verwendung durch Unternehmen zugelassen sind. Eine .pa-Domain darf insgesamt zwischen drei und 63 Zeichen lang sein, Umlaute und andere Sonderzeichen sind nicht möglich. Die Konnektierung einer .pa-Domain erfolgt in der Regel innerhalb von fünf Tagen.